# Podium intermissum
Podium intermissum är en biart som beskrevs av Kohl 1902. Podium intermissum ingår i släktet Podium och familjen grävsteklar. Inga underarter finns listade i Catalogue of Life.